# Křídlový vlak

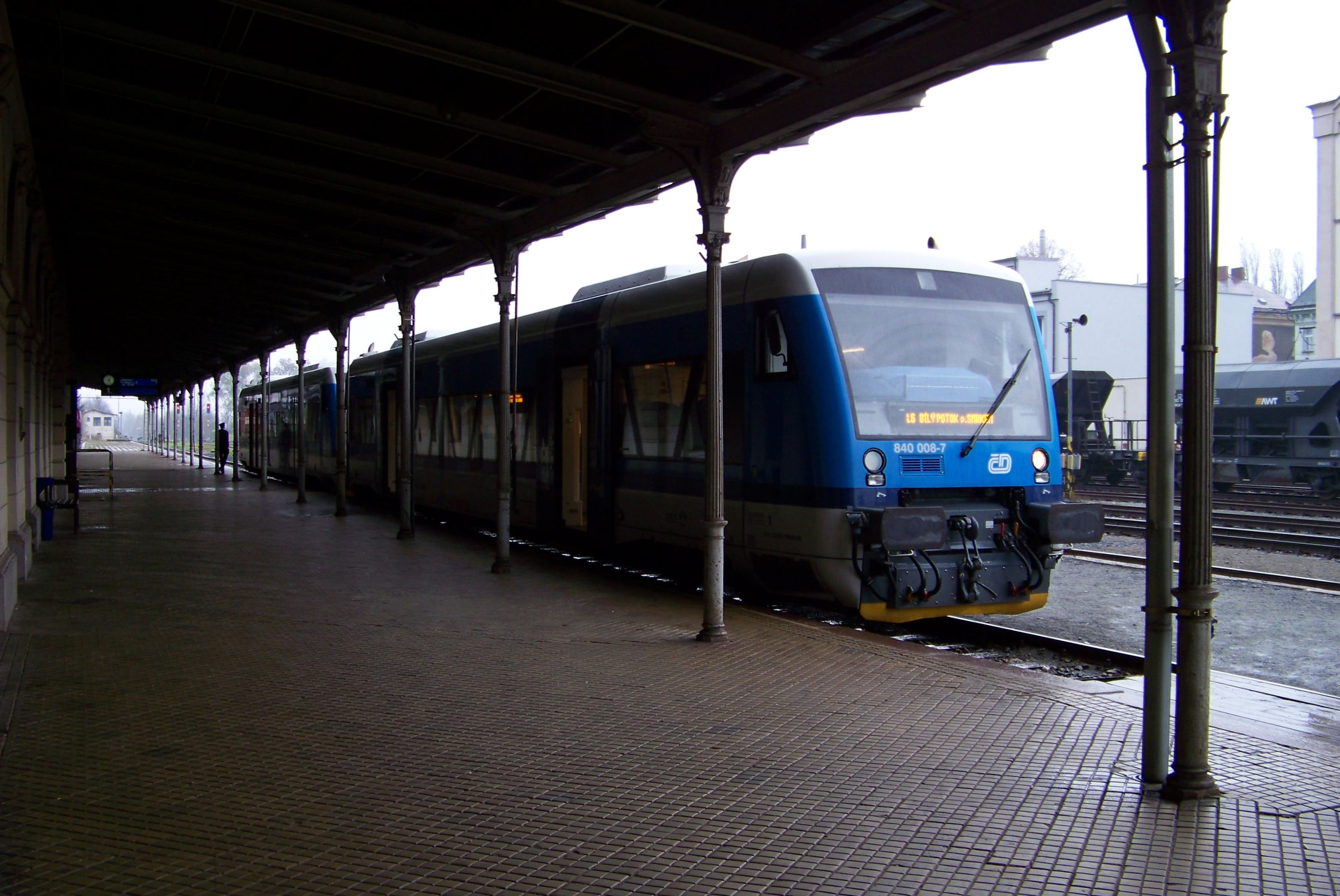
Souprava linky IDOL L6 v Liberci, leden 2014: přední část vlaku jede do Černous, zadní část se v Raspenavě odpojí a úvratí pojede do Bílého Potoka pod Smrkem; mělo by jít o linku L62, ale jednotka nesla též označení L6.

Křídlový vlak je vlak, který v průběhu cesty na určitém spoji je v některé mezilehlé stanici rozdělen na více částí (křídel), z nichž každá pokračuje do jiné cílové stanice nebo z nichž některá dále nepokračuje, popřípadě je naopak sestaven z vlaků dorazivších z různých výchozích stanic a dále pokračuje do cílové stanice spojen v jeden vlak. Výraz se používá zejména v souvislosti se snadno spojitelnými a rozpojitelnými vlakovými jednotkami. Obvykle jedno křídlo je vedeno jako pokračování spoje z části trasy, v níž jsou křídla spojena, a druhá varianta je označena poznámkou „přímý vůz (přímé vozy)“ (německy Kurswagen) a její samostatné pokračování je označeno jako jiný spoj.  
V některých typech jízdních řádů (například v databázích vyhledávačů spojení) se přímé vozy (části vlaků přepojované mezi různými spoji) jeví jako samostatné spoje, případně má vlak v některém úseku dvě čísla spoje oddělená lomítkem. 
U klasických vlakových souprav je spojování a rozdělování souprav spojeno s posunováním během pobytu ve stanici – minimálně je obvykle potřeba připojit druhou lokomotivu k odpojené části vlaku. V případě vlaku sestaveného z motorových vozů nebo jednotek postačí jednoduché spojení nebo rozpojení, u mnoha typů vozidel usnadněné automatickým spřáhlem. 
Dělení vlaků je běžné u mezinárodních rychlíků jedoucích po delších trasách, ale nachází uplatnění i na větvených regionálních tratích, směřuje-li z obou větví trati přepravní zátěž ke stejnému centru. 